# ルクセンダルク大紀行
『ルクセンダルク大紀行』（ルクセンダルクだいきこう）は、Linked Horizonのオリジナルアルバム。2012年9月19日にポニーキャニオンから発売された。

## 概要
8月22日にリリースされたシングル『ルクセンダルク小紀行』に続き、こちらでは主にゲーム『ブレイブリーデフォルト』内で使用される楽曲の尺を長くし、更に展開させた“ロングバージョン”、器楽曲を歌曲にアレンジした“ボーカライズバージョン”、オリジナル楽曲を元に異なる楽器アレンジを施した“ピアノソロ（その他楽器）バージョン”で再構築したものが収録されている。
また、『ルクセンダルク小紀行』と『ルクセンダルク大紀行』は、共に架空の作品「ルクセンダルク紀行」から楽曲を抜粋した内容となっている。

## 収録曲

### 初回限定盤
PCCA-03647
1. Theme of the Linked Horizon
2. ルクセンダルク紀行
3. 虚ろな月の下で [Vocalized Version]
4. 君は僕の希望 [Vocalized Version]
5. 風の行方 [Vocalized Version]
6. 雛鳥 [Vocalized Version]
7. 愛の放浪者 [Vocalized Version]
8. 純愛 十字砲火 [Long Version]
9. 花が散る世界 [Vocalized Version]
10. 巫女の祈り [Strings Quartet Version]
11. 希望へ向う譚詩曲 [Long Version]
12. BRAVELY NO TITLE ※初回限定盤のみ
13. ピコピコ戦闘曲メドレー ※初回限定盤のみ

初回限定盤のみ特殊パッケージ仕様、ボーナストラックとして「ピコピコ戦闘曲メドレー」を収録。

### 通常盤
PCCA-03648
1. Theme of the Linked Horizon
2. ルクセンダルク紀行
3. 虚ろな月の下で [Vocalized Version]
4. 君は僕の希望 [Vocalized Version]
5. 風の行方 [Vocalized Version]
6. 戦いの鐘 [Long Version] ※通常盤のみ
7. 雛鳥 [Vocalized Version]
8. 愛の放浪者 [Vocalized Version]
9. 純愛 十字砲火 [Long Version]
10. 花が散る世界 [Vocalized Version]
11. 巫女の祈り [Strings Quartet Version]
12. 希望へ向う譚詩曲 [Long Version]

「戦いの鐘 [Long Version]」は通常盤にのみ収録。

## 制作・参加メンバー
ボーカル
- Revo
- mao
- Ceui
- RIKKI
- Joelle
- Daisy×Daisy（MiKA）
- 小湊美和

ナレーション
- Ike Nelson

ミュージシャン
- 斉藤"Jake"慎吾 - ギター
- 田代耕一郎 - ギター
- 西山毅 - ギター
- YUKI - ギター
- 長谷川淳 - ベース
- 五十嵐宏治 - キーボード
- 勝又隆一 - キーボード
- 河合英史 - キーボード
- 阿部薫 - ドラム
- Ken☆Ken - ドラム
- 淳士 - ドラム
- 平原まこと - サックス
- 朝川朋之 - ハープ
- Revo - アコーディオン
- 弦一徹ストリングス
- 旭孝 - ティンホイッスル
- 高桑英世 木管アンサンブル
- 鈴木正則ブラスセクション
- 千住明 - 指揮
- 東京シティ・フィルハーモニック管弦楽団
- 山中康央（スクウェア・エニックス） - シンセサイザーマニピュレーター ※初回盤のみ参加
- エリック宮城チーム ※通常盤のみ参加